# Franca Rame

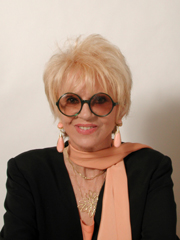
Franca Rame (2006)

Franca Pia Rame (* 18. Juli 1929 in Parabiago, Provinz Mailand; † 29. Mai 2013 in Mailand) war eine italienische Schauspielerin, Theaterautorin und Dramaturgin. Sie arbeitete jahrzehntelang künstlerisch eng mit ihrem Mann Dario Fo zusammen, mit dem gemeinsam sie Theaterkompanien leitete, zahlreiche Stücke entwickelte und aufführte. Rame war auch politische Aktivistin und gehörte von 2006 bis 2008 für die Partei Italia dei Valori dem italienischen Senat an.

## Leben

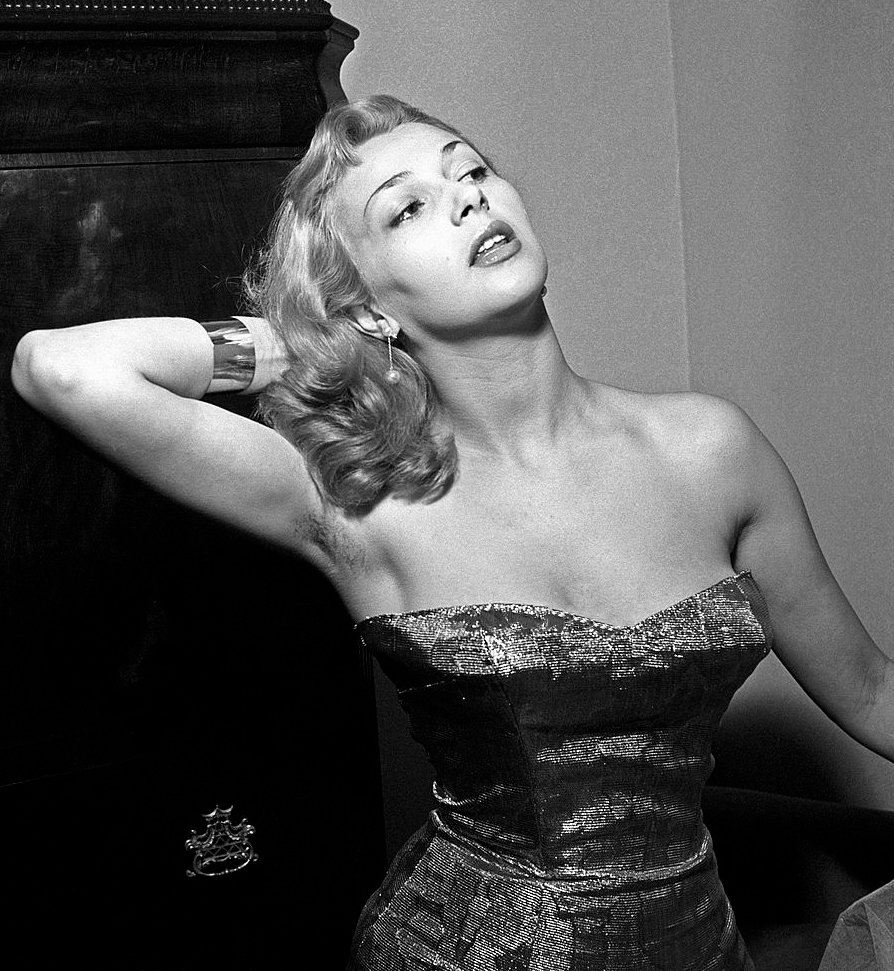
Franca Rame im Jahr 1952

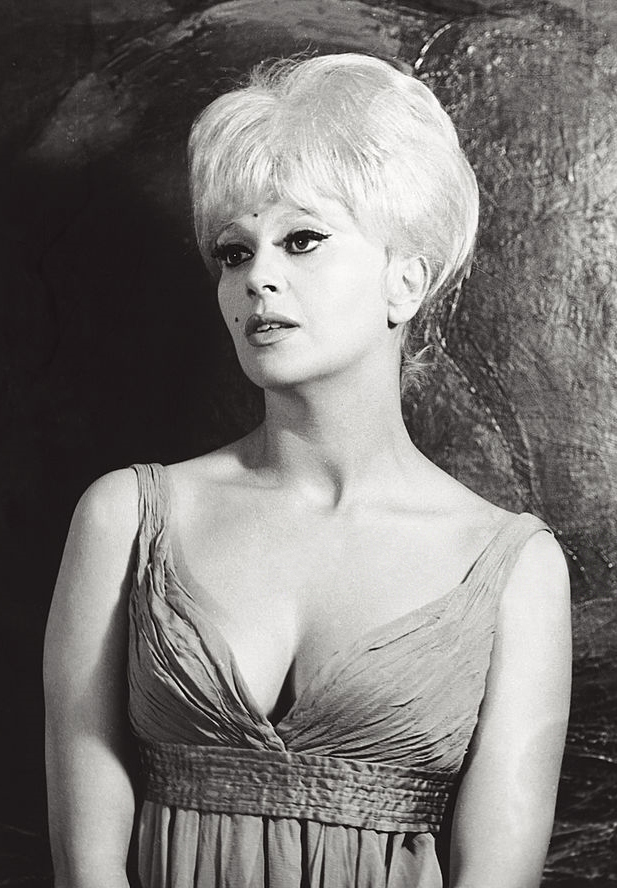
Franca Rame (1960)

Franca Rame stammte aus einer der damals noch durchs Land ziehenden Familien von Volksschauspielern. Ihre Mutter war Lehrerin und strenge Katholikin. Mit acht Jahren stand sie erstmals auf der Bühne. 1949, knapp 20 Jahre alt, verließ sie ihre Familie und wurde Revueschauspielerin bei den populärsten Theatergruppen. Ein Titelfoto machte sie über Nacht berühmt. 1951 lernten sich der Publikumsliebling Franca Rame und Dario Fo bei der Arbeit im Theater kennen. Fo war von Beruf Architekt, hatte aber zu der Zeit auch schon zwei Jahre auf und für Theaterbühnen gearbeitet. 

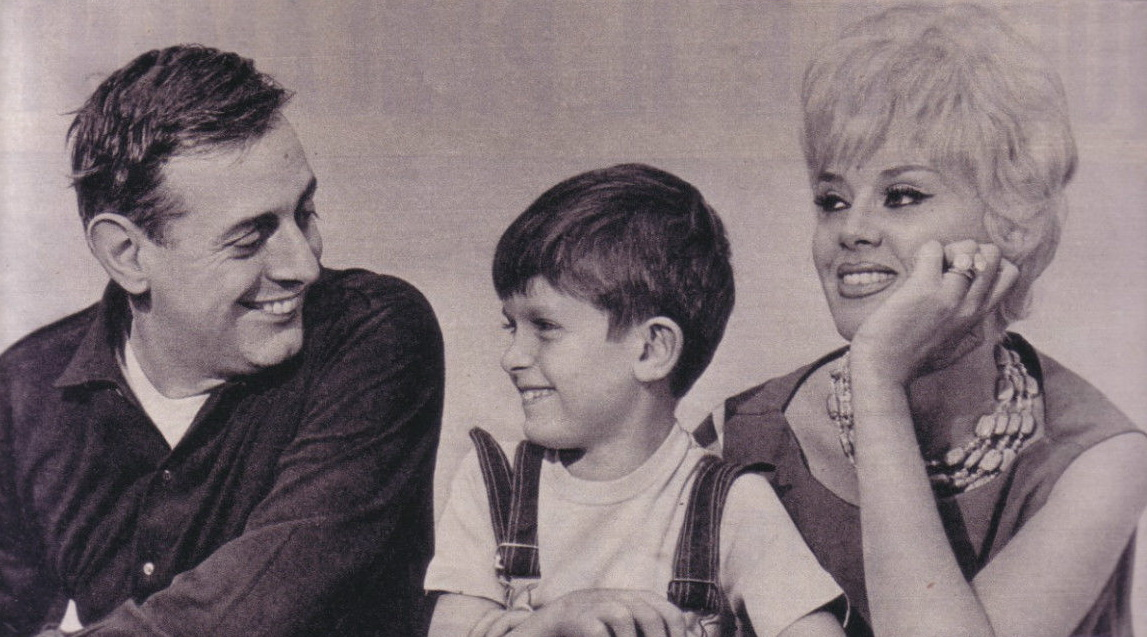
Rame und Fo mit ihrem Sohn Jacopo (1962)

1953 spielte Franca Rame (am Piccolo Teatro in Mailand) erstmals mit Dario Fo zusammen in einem von ihm und Co-Autoren geschriebenen Stück: Il dito nell′occhio („Der Finger im Auge“). Ebenfalls am Piccolo Teatro entstand 1954 mit Sani da legare („Zum Fesseln gesund“) die erste satirische Revue der Nachkriegszeit. Beide Stücke spalten die Kritiker und rufen wütende Proteste kirchlicher Kreise hervor. Rame und Fo heirateten 1954 in Mailand, ein Jahr später kam ihr einziges Kind, der Sohn Jacopo Fo, zur Welt. Fo schrieb 1956 das Treatment für den Film Lo svitato („Der Abgedrehte“), in dem Franca Rame und Dario Fo die Hauptrollen spielten. Das Paar zog nach Rom um, es folgten erfolglose Arbeiten fürs Kino.
Franca Rame und Dario Fo kehrten 1958 nach Mailand zurück und gründeten im Folgejahr ihre Compania Fo/Rame; sie waren das wohl bekannteste italienische Theatermacher-Duo. Ihre Theatermacherei sorgte regelmäßig für Aufsehen, denn ihre Arbeit war kaum konventionell zu nennen. Was sie auf die Bühne brachten, war überwiegend selbst geschrieben, oft in Improvisationsfolgen, im Spiel und durch Spiel entstanden. Politisch links orientiert, ließen sie in ihren Stücken diesem dezidierten Standpunkt immer Raum. Die Compania hatte 1961 ihr erstes Auslandsgastspiel mit Ladri, manichini e donne nude („Diebe, Damen, Marionetten“) in Stockholm. Im Herbst 1963 kam die populäre Fernsehsendung „Canzonissima“ heraus, die Franca Rame präsentierte, während Fo die Texte schrieb und Regie führte. Aus politischen Gründen werden einige Sketche gekürzt. Dario Fo und Franca Rame zogen sich aus Protest von „Canzonissima“ zurück. Es folgten mehrere Arbeitsprozesse und der 13-jährige Ausschluss vom Fernsehen. 
Die „Compagnia Fo-Rame“ löste sich 1968 auf. Es entstand die „Associazione Nuova Scena“, ein unabhängiges Theaterkollektiv mit drei Gruppen, die vor allem auf alternativen Spielstätten des linken Freizeitverbandes ARCI vor Jugendlichen und Arbeitern auftraten. Aufgrund politischer Differenzen verließen Fo und Rame 1970 die Associazione Nuova Scena und gründeten das „Collettivo teatrale la Comune“. Das Kollektiv spielte in einer Fabrikhalle am Rande Mailands, die von unbezahlten Freiwilligen hergerichtet wurde. In ganz Italien bildeten sich Kulturzirkel, die zum Kollektiv gehörten und ein neues, alternatives Netz von Spielstätten bildeten. Im März 1973 wurde Franca Rame auf offener Straße in einen Lieferwagen gezerrt und von vier Männern vergewaltigt. 25 Jahre später wurden rechte Terroraktionen der 70er Jahre untersucht. Dabei erhärtete sich der Verdacht, dass dieses Verbrechen an Franca Rame von einer Mailänder Carabinieri-Einheit initiiert und von vier Neofaschisten verübt worden war. Aufgrund der Verjährung entgingen die Täter einer Verurteilung. Rame verarbeitete diese Erfahrung später im Epilog ihres Ein-Personen-Stücks „Sex – aber mit Vergnügen!“ Das Theaterkollektiv wurde immer wieder von der Polizei behindert und musste sich der Zensur erwehren. Wegen erneuter politischer Differenzen spaltete sich im Sommer das Kollektiv „La Comune“. 
Nach langer Suche nach einem festen Sitz besetzte „La Comune“ 1974 die „Palazzina Liberty“, ein leerstehendes, heruntergekommenes Gebäude in Mailand. Im Jahr darauf ging das Kollektiv auf Chinareise. Nach 13 Jahren Zensur konnten Rame/Fo 1976 wieder im Fernsehen auftreten. Im Dezember 1977 wurde in der Palazzina Liberty das Stück Tutta casa, letto e chiesa („Nur Kinder, Küche, Kirche“) uraufgeführt, bei dem Franca Rame zum ersten Mal offiziell als Mitautorin genannt wurde. Eine gemeinsame Tournee führte sie 1979 nach Deutschland, Schweden und Dänemark. Am 20. Mai 1980 wurden Rame und Fo zum italienischen Theaterfestival in New York eingeladen. Die US-Behörden verweigerten ihnen jedoch die Einreise. Es kam zu einer Protestdemonstration in den USA, an der Arthur Miller, Norman Mailer, Martin Scorsese und andere Intellektuelle teilnahmen. 1982 führte Franca Rame die beiden Monologe Lo stupro („Die Vergewaltigung“) und La madre („Eine Mutter“) auf. Mit Tutta casa, letto e chiesa ging das Kollektiv auf England-Tournee. 
Das Fo/Rame-Stück Coppia aperta („Offene Zweierbeziehung“) wurde 1983 mit Franca Rame in Stockholm uraufgeführt. Es folgten Auftritte in England und Deutschland sowie eine erneute Verweigerung der Einreise in die USA. 1984 brachten Rame und Fo Coppia aperta in Mailand heraus. Das zuständige Ministerium ließ das Stück jedoch für Jugendliche unter 18 Jahren verbieten. Nach einem Proteststurm wurde die Anweisung wieder zurückgezogen. Auf Intervention des US-Präsidenten Ronald Reagan bekam die Compagnia Fo-Rame 1986 eine Aufenthaltsgenehmigung für eine sechswöchige Tournee durch die USA. Sie zeigte Mistero buffo und Tutta casa, letto e chiesa in Cambridge, New Haven, Washington und New York. Außerdem leitete sie Seminare und Workshops in den USA. Im Jahr darauf folgten Aufführungen in Amsterdam, Cambridge, San Francisco sowie eine Preisverleihung in New York. Franca Rame nahm Parti femminili wieder auf und spielte für das italienische Fernsehen. Im April und Mai 1989 ging die Compania auf Brasilien-Tournee. Fo schrieb in diesem Jahr die beiden Stücke Il Braccato („Der Hetzer“) zum Thema Mafia und Il papa e la strega („Der Papst und die Hexe“) zum Thema Drogenkonsum und Antiprohibitionismus. Wie immer spielte er es mit Rame in Italien. In der Spielzeit 1989/90 war es die meistbesuchte Aufführung Italiens, wofür Fo und Rame den „Biglietto d′Oro“ (Goldene Eintrittskarte) der AGIS (Dachverband der Schauspieler und Künstler) erhielten. 
1994 kam Franca Rame mit dem Monologstück Sesso? Grazie, tanto per gradire! („Sex? Aber mit Vergnügen!“) in Mailand heraus. Die Uraufführung wurde von Dario Fo inszeniert, sie spielte es selbst viele Male mit großem Erfolg. Für das prüde Italien war es neben dem autobiografisch beeinflussten Epilog über ihre Vergewaltigungserfahrung noch in anderer Weise skandalträchtig: Franca Rame hat dieses Stück geschrieben, angeregt durch ein ziemlich offenes Aufklärungsbuch ihres Sohnes, des Autors und Schauspielers Jacopo Fo. Dieses Buch („Zen oder die Kunst des Vögelns“) provozierte so viele Reaktionen, dass Franca Rame, immer wieder angesprochen auf dieses Buch, sich entschloss, ihre künstlerische Antwort auf die vielen, offenbar drängenden Fragen schauspielend landesweit auf den Bühnen zu geben. Anfangs wurde auch diese Inszenierung mit einem Jugendverbot belegt, das nach vehementen Protesten wieder aufgehoben wurde. Rame und Fo vereinten ihre beiden Monolog-Top-Stücke Mistero buffo und Sesso? Grazie, tanto per gradire! 1996 zu einer Aufführung. Die Tournee durch Italien wurde zu einem Triumph. 
Im Oktober 1997 verlieh die Schwedische Akademie den Literaturnobelpreis an Dario Fo. Kenner wie der Zeit-Autor Rolf Michaelis schrieben, seine Partnerin habe am Werk genauso viel Anteil wie er. Stücke wie Offene Zweierbeziehung, die weltweit aufgeführt werden, entstanden in gemeinsamer Autorenschaft. Es gebe kein Stück von Fo, an dessen Text Franca Rame nicht maßgeblich mitgearbeitet hätte. Die Auszeichnung rief in Italien wie im Ausland begeisterte Zustimmung wie ablehnende Kritik hervor. Fo/Rame sind seit Jahrzehnten die meistgespielten italienischen Autoren im Ausland (in über 50 Ländern), ihre Stücke sind in rund 30 Sprachen übersetzt. Fo und Rame kündigen an, das Preisgeld für Behinderte einzusetzen und außerdem Adriano Sofri in seinem Kampf um Freilassung zu unterstützen, der in Italien zu Unrecht im Gefängnis saß.

## Politisches Engagement

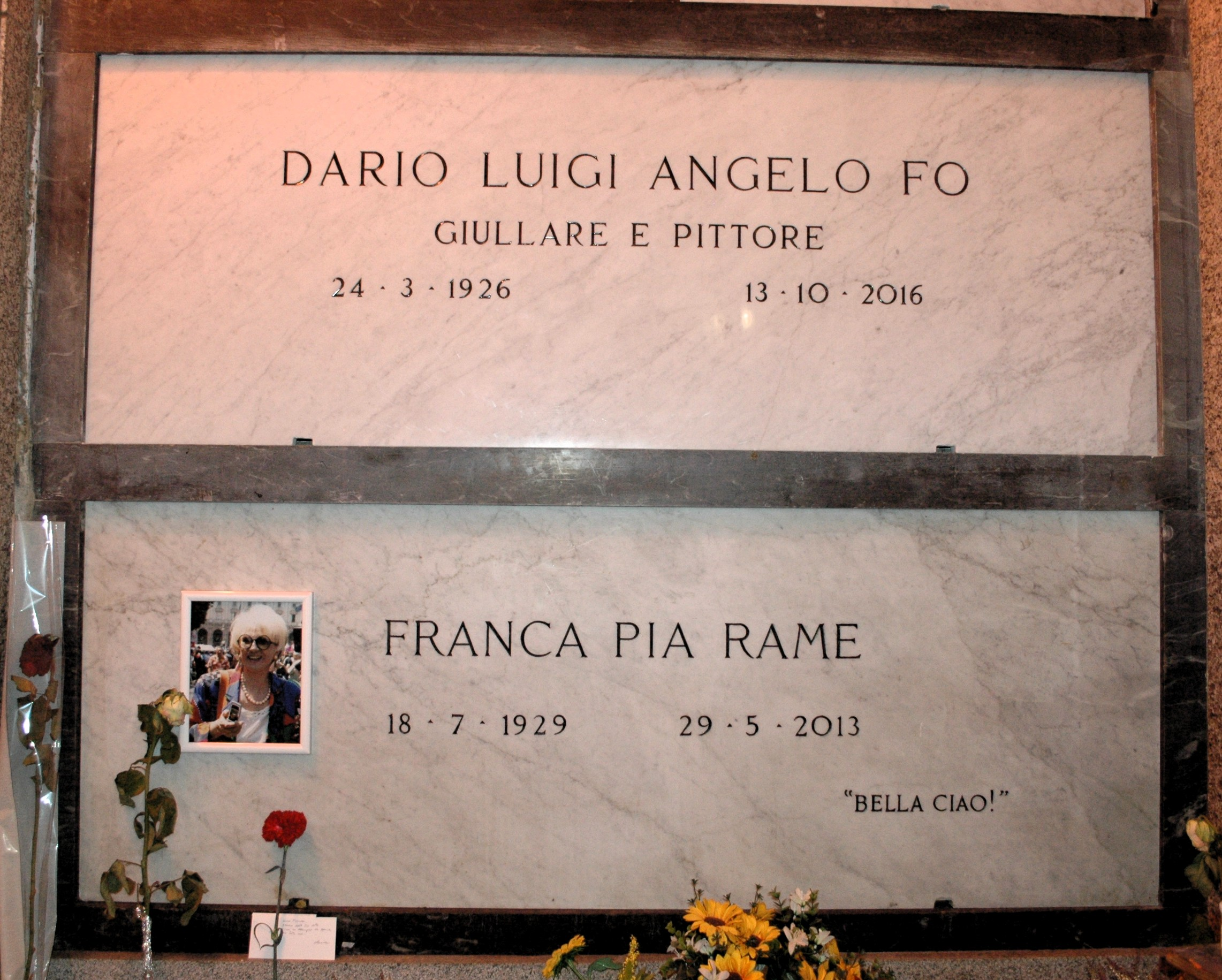
Grab von Franca Rame und Dario Fo in Mailand

Franca Rame kann zusammen mit Dario Fo paradigmatisch dafür stehen, welchen Repressalien Künstler ausgesetzt sein können (auch heute, auch in einem EU-Land), die sich mit den Mächtigen anlegen. Es gab praktisch kein in Italien aktuelles gesellschaftlich-politisches Thema, das Rame/Fo nicht in einem Stück verarbeitet hätten; das Spektrum reicht von Aids über Drogen, Golfkrieg, Finanzpraktiken in der Politik und Kriminalität bis hin zu Menschenraub, Machtmissbrauch und Parteienskandal. 
Franca Rame war auch unmittelbar politisch aktiv. Sie engagierte sich seit 1969 in der Roten Hilfe, setzte sich für politische wie "normale" Gefangene ein, machte zahlreiche Einzelfälle publik, unterstützte Angehörige und mobilisierte Massenmedien und Politik gegen die unmenschlichen Zustände in italienischen Gefängnissen. Dieses Engagement spielte auch immer wieder in die künstlerische Arbeit hinein, schlug sich in ihren Bühnenstücken nieder. Mit Folgen: Nicht nur die brutale Gewalt einzelner, auch die Macht von Staat, Kirche und anderen Institutionen bekamen Rame/Fo nachhaltig zu spüren. Die meisten Stücke wurden als Komödien ausgewiesen und finden demzufolge ein amüsierwilliges Publikum, aber: Für siebzig Theaterstücke gab es vierzig Prozesse. Es gab Morddrohungen und sie bekamen Polizeischutz, wurden aber auch immer wieder mit Polizeigewalt am Auftritt gehindert. Außerdem hatten sie 13 Jahre Auftrittsverbot im italienischen Fernsehen. Zuletzt war Franca Rame zusammen mit Mann und Sohn besonders aktiv im Kampf gegen das Medienmonopol Silvio Berlusconis – sie betrieben seit November 2004 den Fernsehkanal, „Atlantide TV“, einen der Piratensender, die in Italien auftauchten.
Von April 2006 bis April 2008 war sie Mitglied des italienischen Senats als Vertreterin der Anti-Korruptions-Partei Italia dei Valori (IdV; „Italien der Werte“). Im Mai 2006 war sie Kandidatin der IdV für das Amt der Staatspräsidentin: im ersten Wahlgang erhielt sie 24 der 1009 Stimmen im Wahlkollegium, dann zog sie ihre Kandidatur zurück. Ende Oktober 2007 trat sie aus der IdV aus. Sie gehörte im Senat von Juni bis September 2006 dem Haushaltsausschuss, von September bis Dezember 2006 und erneut von März bis November 2007 dem Ausschuss für öffentliche Arbeiten und Kommunikation sowie von November 2007 bis April 2008 dem Ausschuss für Arbeit und Sozialvorsorge an. Zudem war sie Mitglied der Untersuchungsausschüsse zu tödlichen Arbeitsunfällen und zu abgereichertem Uran sowie dem Aufsichtsgremium für den öffentlichen Rundfunk.

## Zitat
„Wir glauben, daß Klagen falsch ist. Du weinst, gehst traurig nach Hause, sagst: ‚wie schön hab ich geweint‘, und schläfst erleichtert ein. Nein, wir wollen Euch zum Lachen bringen …. Es öffnet sich nicht nur der Mund beim Lachen, sondern das Gehirn. Und ins Gehirn können Nägel der Vernunft eintreten. Ich hoffe, daß heute abend einige Leute mit Nägeln im Kopf heimgehen ….“

## Werke
Bei folgenden sechs Stücken wurde Franca Rame ausdrücklich als (Ko-)Autorin angegeben. Es wird jedoch gemutmaßt, dass Rame an der Autorenschaft der meisten Werke Dario Fos wesentlichen Anteil hatte.
- „Nur Kinder, Küche, Kirche“ (italienischer Originaltitel: Tutta casa, letto e chiesa), 11 Monologe, Mitautor: Dario Fo, 1977 (Ü: Renate Chotjewitz-Häfner)
- „Offene Zweierbeziehung“ (Coppia aperta, quasi spalancata), Komödie, Mitautor: Dario Fo, 1984 (Ü: Renate Chotjewitz-Häfner)
- „Ein Tag wie jeder andere“ (Una giornata qualunque), Einakter, Mitautor: Dario Fo, 1986 (Ü: Renate Chotjewitz-Häfner)
- „Die dicke Frau“ (Grassa è bello), Einakter, Mitautor: Dario Fo, 1991 (Ü: Renate Chotjewitz-Häfner)
- „Die Heroine“ (L'eroina), Einakter, Mitautor: Dario Fo, 1991 (Ü: Renate Chotjewitz-Häfner)
- „Sex? Aber mit Vergnügen!“ (Sesso? Grazie, tanto per gradire!), Schauspiel, Mitautoren: Dario und Jacopo Fo, 1994 (Ü: Renate Chotjewitz-Häfner)